# Infrax
Infrax was een Belgische werkmaatschappij voor distributienetbeheer van elektriciteit en aardgas in een aantal gemeenten van het Vlaams gewest. Het bedrijf ontstond op 7 juli 2006 door de fusie van Interelectra, Iveg en Wvem. Met het oog op een verdere fusie tot de nieuwe netbeheerder Fluvius werd het bedrijf op 1 juli 2018 overgenomen door Eandis System Operator cvba, dat zijn naam wijzigde in Fluvius System Operator cvba. In februari 2019 begon Fluvius de oude merknamen Eandis en Infrax te vervangen in het straatbeeld en startte een lanceringscampagne.

## Bestuur
| Periode     | Voorzitter         |
| ----------- | ------------------ |
| 2006 - 2010 | Walter Cremers     |
| 2010 - 2012 | Steve Stevaert     |
| 2012 - 2013 | Peter Vanvelthoven |
| 2013 - 2018 | Wim Dries          |

| Periode     | CEO              |
| ----------- | ---------------- |
| 2006 - 2014 | Paul De fauw     |
| 2014 - 2018 | Frank Vanbrabant |